# Labarthe-Bleys
Labarthe-Bleys is een gemeente in het Franse departement Tarn (regio Occitanie) en telt 83 inwoners (2009). De plaats maakt deel uit van het arrondissement Albi.

## Geografie
De oppervlakte van Labarthe-Bleys bedraagt 9,3 km², de bevolkingsdichtheid is dus 8,9 inwoners per km².
De onderstaande kaart toont de ligging van Labarthe-Bleys met de belangrijkste infrastructuur en aangrenzende gemeenten.

## Demografie
Onderstaande figuur toont het verloop van het inwonertal (bron: INSEE-tellingen).